# سی‌اس‌اس نشویل (۱۸۵۳)
سی‌اس‌اس نشویل (۱۸۵۳) (به انگلیسی: CSS Nashville (1853)) یک کشتی بود که طول آن ۲۱۵ فوت ۶ اینچ (۶۵٫۶۸ متر) بود. این کشتی در سال ۱۸۵۳ ساخته شد.